# Старая Трасна
Ста́рая Трасна́ (бел. Стара́я Трасна́) — посёлок в составе Краснослободского сельсовета Быховского района Могилёвской области Республики Беларусь.

## Население
- 2010 год — 3 человека